# Pheidole spinulosa
Pheidole spinulosa är en myrart som beskrevs av Auguste-Henri Forel 1910. Pheidole spinulosa ingår i släktet Pheidole och familjen myror.

## Underarter
Arten delas in i följande underarter:
- P. s. conigera
- P. s. messalina
- P. s. spinulosa